# Ceriagrion mourae
Ceriagrion mourae е вид водно конче от семейство Coenagrionidae. Видът не е застрашен от изчезване.

## Разпространение
Разпространен е в Мозамбик и Танзания.